# Assemblée nationale (Bahreïn)
Pour les autres articles nationaux ou selon les autres juridictions, voir Assemblée nationale.
6e législature
L'Assemblée nationale (en arabe : الجمعية الوطنية romanisé : Al-Majlis Al-Watani) est l'organe législatif du royaume de Bahreïn, selon la constitution de 2002. Elle est composée du Conseil des représentants sa chambre basse et du Conseil consultatif, sa chambre haute.
Lorsqu'elle se réunit, l'Assemblée nationale est présidée par le président du Conseil consultatif, ou, en cas d'absence de celui-ci, par le président du Conseil des représentants.

## L'Assemblée nationale dans la Constitution de 1973
Dans la Constitution de 1973 (Article 43), l'Assemblée nationale est une chambre parlementaire unique constituée de quarante membres élus au suffrage universel. Néanmoins, celui qui était alors le souverain de Bahreïn, Issa ben Salmane Al Khalifa, avait décrété que les femmes n'étaient pas admises dans le suffrage universel ; elles ne furent donc pas autorisées à voter lors des élections législatives de 1973.

## Histoire
La première Assemblée nationale de Bahreïn fut élue en 1973, d'après les statuts de la première Constitution, promulguée cette même année. En 1975, l'Assemblée fut dissoute par Issa ben Salmane Al Khalifa en raison du refus de celle-ci d'adopter la loi gouvernementale dite de Sécurité de l'État de 1974. Par la suite, l’Émir ne permis plus à l'Assemblée de se réunir à nouveau.

### Membres de l'Assemblée de 1973
- Hassan Al Jishi (President de l'Assemblée nationale)
- Khalifa Ahmed Al Bin Ali (Vice-President de l'Assemblée nationale)
- Ali Qasim Rabea
- Isa Ahmed Qasim
- Abdulhadi Khalaf
- Rasool Al-Jishi
- Abdullah Ali Al-Moawada
- Mohammed Jaber Al-Sabah
- Ali Bin Ebrahim Abdul Aal
- Jassim Mohammed Murad
- Isa Hassan Al-Thawadi
- Ibrahim Mohammed Hassan Fakhro
- Abdul Amir Al-Jamri
- Abdullah Mansoor Isa
- Alawi Makki Alharkhat
- Khalid Ibrahim Al-Thawadi
- Mustafa Mohammed Al-Qassab
- Abdullah Al-Shaikh Mohammed Al-Madani
- Abbas Mohammed Ali
- Yousif Salman Kamal
- Abdul Aziz Mansoor Al-Aali
- Hassan Ali Al-Mutawaj
- Salman Al shaikh Mohammed
- Ibrahim bin Salman al Khalifa
- Khalifa Al Dhahrani
- Mohammed Salman Ahmed Hammad
- Mohammed Abdullah Harmas (Al Harmesi Al-Hajeri)
- Mohsin Hameed Al-Marhoon
- Ali Saleh Al-Saleh
- Hamad Abdullah Abel

Après la mort d'Issa ben Salmane Al Khalifa, en 1999, son fils Hamed ben Issa Al Khalifa, nouveau souverain de Bahreïn, promulgua la Constitution de 2002. Cette même année, il nomma les membres du Conseil Consultatif et des élections furent organisées pour élire le Conseil des représentants, formant ainsi la première Assemblée nationale depuis 1975.